# Hydrocanthus oblongus
Hydrocanthus oblongus är en skalbaggsart som beskrevs av Sharp 1882. Hydrocanthus oblongus ingår i släktet Hydrocanthus och familjen grävdykare. Inga underarter finns listade i Catalogue of Life.